# Thika (Fluss)
Der Thika River ist ein Fluss in Kenia. Er fließt durch den Bezirk Kiambu und ist ein Nebenfluss des Flusses Tana. Der Fluss bildet eine Grenze zwischen den Bezirken Murang’a und Kiambu. Er ist ein für die Wasserkraft in Kenia sehr bedeutsamer Fluss, denn er liefert den größten Teil der Wasserversorgung für Nairobi, Kenias Hauptstadt.

## Name
Der Name Thika stammt entweder aus der Sprache Kikuyu oder aus der Sprache der Massai. Er kann sich auf das Kikuyu-Wort guthika beziehen, was „begraben“ bedeutet. Er ähnelt auch dem Massai-Wort sika, was bedeutet „etwas von einem Rand wegzutreiben“.

## Abfluss
Der Thika River entspringt in der Aberdare Range und mündet in den Masinga-Stausee, einem Stausee des Tana, der wiederum in den Indischen Ozean mündet.
Ein Wahrzeichen entlang des Flusslaufs sind die Thika-Fälle in der Nähe der Stadt Thika. Die Thika-Fälle haben eine Fallhöhe von etwa 25 Metern in einem Wildnisgebiet in der Nähe zum Blue Post Hotel, das eines der ältesten Hotels in Kenia ist.